# Rostellariidae
Rostellariidae es una familia de caracoles marinos del orden Littorinimorpha clasificada por William More Gabb en 1968.
De agua dulce o salada, se distribuyen desde el mar Rojo hasta el sudeste asiático llegando al noroeste de Australia y a Nueva Guinea. Suelen presentar una forma de huso en espiral acabada en ápice puntiagudo.

## Taxonomía
Bouchet & Rocroi (2005)
Se llevó a subfamilia de Strombidae en "Taxonomía de Gastropoda (Bouchet & Rocroi, 2005)". Se compone de los siguientes géneros:
- † Africoterebellum Eames, 1957
- † Amekichilus Eames, 1957
- † Amplogladius Cossmann, 1889
- † Calyptraphorus Conrad, 1857
- † Cyclomolops Gabb, 1868
- † Cyrtulotibia Eames, 1957
- † Dientomochilus Cossmann, 1904
- † Digitolabrum Cossmann, 1904
- † Ectinochilus Cossmann, 1889
- † Eotibia B. L. Clark, 1942
- † Mauryna de Gregorio, 1880
- † Rimella Agassiz, 1841
- Rimellopsis Lambiotte, 1979
- Rostellariella Thiele, 1929
- Strombolaria de Gregorio, 1880
- † Sulcogladius Sacco, 1893
- † Terebellomimus Pacaud, 2008
- † Terebellopsis Leymerie, 1846
- Tibia Röding, 1798 (sinónimos: Gladius Mörch, 1852; Rostellaria Lamarck, 1799; Rostellum Montfort, 1810)
- Varicospira Eames, 1952